# Megachile pullata
Megachile pullata är en biart som beskrevs av Smith 1879. Megachile pullata ingår i släktet tapetserarbin, och familjen buksamlarbin. Inga underarter finns listade i Catalogue of Life.